# Floriano
Marco Annio Floriano (in latino Marcus Annius Florianus; Terni, agosto 232 – Tarso, agosto 276) è stato un imperatore romano.

## Biografia
Floriano nasce a Terni nel 232; probabilmente il fratellastro di Tacito, fu da questi nominato prefetto del pretorio, e, nel 276, si recò con l'imperatore in Asia Minore, per combattere i Goti. Dopo la vittoria sui Goti, Tacito intendeva tornare in Occidente, lasciando il controllo delle operazioni a Floriano, ma a Tyana fu assassinato (giugno 276).
Floriano si proclamò allora imperatore, ottenendo il riconoscimento in Asia Minore e in Occidente; molto presto, però, gli si schierò contro Marco Aurelio Probo, il quale comandava l'esercito siriano o quello egiziano (o entrambi); allora Floriano smise di inseguire verso nord gli Eruli e portò l'esercito verso la Cilicia per affrontare Probo. Floriano aveva l'esercito più numeroso, ma Probo era un comandante più capace, e riuscì ad evitare l'ingaggio. Nell'agosto del 276, a Tarso in Turchia, i due eserciti si preparavano allo scontro decisivo, ma Floriano fu assassinato prima della battaglia da una spia. Aveva regnato per 88 giorni.
Ricoprì un consolato, probabilmente nel 276.